# Апатия (философия)
Апа́тия (апа́тейя, др.-греч. ἀπάθεια — «бесстрастие, невозмутимость, безразличие») — философское понятие, обозначающее отрешение от всех страстей, освобождение от чувства страха и проблем окружающей действительности, или схожее состояние. Отличается от психологического понятия апатии, предполагающего чувство безразличия.
Наряду с другими этическими категориями получило развитие в философии стоиков, мегариков и скептиков.
У мегариков апатия интерпретировалась как почти полное бесчувствие. Стоики понимали апатию как важное свойство добродетельного состояния, которым обладает мудрец. В позднем стоицизме (у Сенеки, Марка Аврелия) «апатия» носит значение умения властвовать над собой.